# Ernesto Illy
Ernesto Illy (Trieste, 18 luglio 1925 – Trieste, 3 febbraio 2008) è stato un imprenditore italiano.

## Biografia
Ernesto Illy era figlio di Francesco Illy, che nel 1933 aveva fondato la Illycaffè. Ernesto compì gli studi liceali a Trieste e si laureò in chimica all'università di Bologna nel 1947.
Nel 1956 diventò comproprietario ed amministratore della Illycaffè; dal 1963 al 2005 ne fu presidente, venendo successivamente nominato presidente onorario.
Ha sposato Anna Rossi, dalla quale ha avuto quattro figli: Francesco, Anna, Riccardo (anch'esso dirigente e vicepresidente della Illycaffè, nonché ex sindaco di Trieste e presidente della regione Friuli-Venezia Giulia) e Andrea (che nel 2005 lo ha sostituito come presidente dell'azienda di famiglia).
Ha fatto parte, spesso in qualità di presidente, di numerose organizzazioni internazionali, quali ad esempio:
- l'Association Scientifique Internationale du Café di Parigi
- il Physiological Effects of Coffee di Parigi
- l'Institut for Scientific Information on Coffee di Parigi
- l'International Coffee Organization di Londra

In Italia è stato presidente di Centromarca, consigliere di amministrazione di Allianz, e componente della terna di saggi incaricata di scegliere il presidente di Confindustria.
Ha ricevuto numerosi riconoscimenti internazionali:
- il “Lifetime Achievement Award” della Specialty Coffee Association of America
- la cittadinanza onoraria di Monte Carmelo in Brasile
- il titolo di Commendatore dell'Ordine “Flor del cafè” dell'Associazione Nazionale del caffè del Guatemala

e italiani:
- il Premio Tagliacarne
- il Premio Leonardo Qualità Italia
- la laurea ad honorem in Scienze e Tecnologie Alimentari dall'Università di Udine
- il premio “Scritture d'Acqua”
- il premio “Propeller d'Oro”
- la nomina a Cavaliere del Lavoro

Ernesto Illy era molto conosciuto in tutto il mondo per le sue vaste e profonde conoscenze scientifiche e la sua grande competenza nel mondo del caffè, ma era anche apprezzato dai collaboratori per la sua capacità di riuscire a spiegare in modo semplice anche i concetti più complessi.
Nella sua azienda ha sempre puntato all'eccellenza, facendo della ricerca e dell'innovazione i suoi punti di forza, collaborando con numerose istituzioni e registrando numerosi brevetti.
Ha saputo far progredire l'azienda interessandosi di tutto il ciclo produttivo del caffè, a partire dal momento della produzione agricola, per la quale ha istituito numerosi premi per i produttori al fine di migliorare la qualità del prodotto.
Conoscitore di numerose lingue, appassionato di barca a vela, alle capacità di imprenditore che ha saputo esportare in tutto il mondo un prodotto italiano associava alte qualità etiche, delle quali ha sempre fatto la sua linea di vita.